# Kidneythieves
Kidneythieves é uma banda estadunidense de rock industrial liderada pela vocalista e compositora Free Dominguez e pelo produtor e multi-instrumentalista Bruce M. Somers. Surgiu em 1998 com o single S + M (A Love Song), sucedido do seu primeiro álbum, Trickster.
Em 2004, após o lançamento do seu terceiro álbum, Trickstereprocess (versão remasterizada do Trickster), Free Dominguez lançou um projeto independente enquanto Bruce Somers formou a banda ShockNina. Em 2007, Free Dominguez informou no MySpace que ela e Bruce estão novamente trabalhando juntos no Kidneythieves.

## Membros
- Free Dominguez - vocalista e compositora
- Bruce Somers - produtor e multi-instrumentalista
- Schleyer Chris - guitarra
- Christian Dorris - contrabaixo
- Sean Sellers - bateria

## Discografia

### Álbuns
- Trickster (1998)
- Zerøspace (2002)
- Trickstereprocess (versão remasterizada do Trickster) (2004)

### EP's/Singles
- S+M (A Love Song) (1998)
- Phi in the Sky (2001)
- Kidneythieves Live in Chicago 2002 (2002)
- Zerøspace (2002)

### Outras participações
- Crazy em A Noiva De Chucky(1998)
- Before I'm Dead em Rainha dos Condenados (2002)